# Hodostrôsia
L’hodostrôsia (en grec byzantin ὁδοστρωσία / hodostrôsía), parfois aussi appelée hodostrôsis, ou encore hodou katastasis, est dans l'Empire byzantin une corvée due à l'État concernant la construction ou la réparation des routes. C'est une corvée qui existe déjà dans l'Empire romain tardif, un munus sordidum appelé viarum et pontium (constructionis) sollicitudo. Son organisation fait partie des devoirs du gouverneur de province (stratège, juge ou duc).
Il ne semble pas que cette corvée ait pu être rachetée par adaeratio. Elle visait à répondre à des besoins urgents de remise en état des infrastructures, essentiellement au bénéfice de l'armée, au même titre que la géphyrôsis ou la kastroktisia. Les grands propriétaires fonciers essaient de s'en dégager en obtenant une exemption : cette corvée figure donc fréquemment dans les listes d'exemption du XIe siècle conservées dans les archives monastiques de l'Athos.